# Bourguignon (Doubs)
Pour les articles homonymes, voir Bourguignon.
Bourguignon est une commune française située dans le département du Doubs, la région culturelle et historique de Franche-Comté et la région administrative Bourgogne-Franche-Comté.
Ses habitants sont appelés les Bourguignons.

## Géographie

### Description

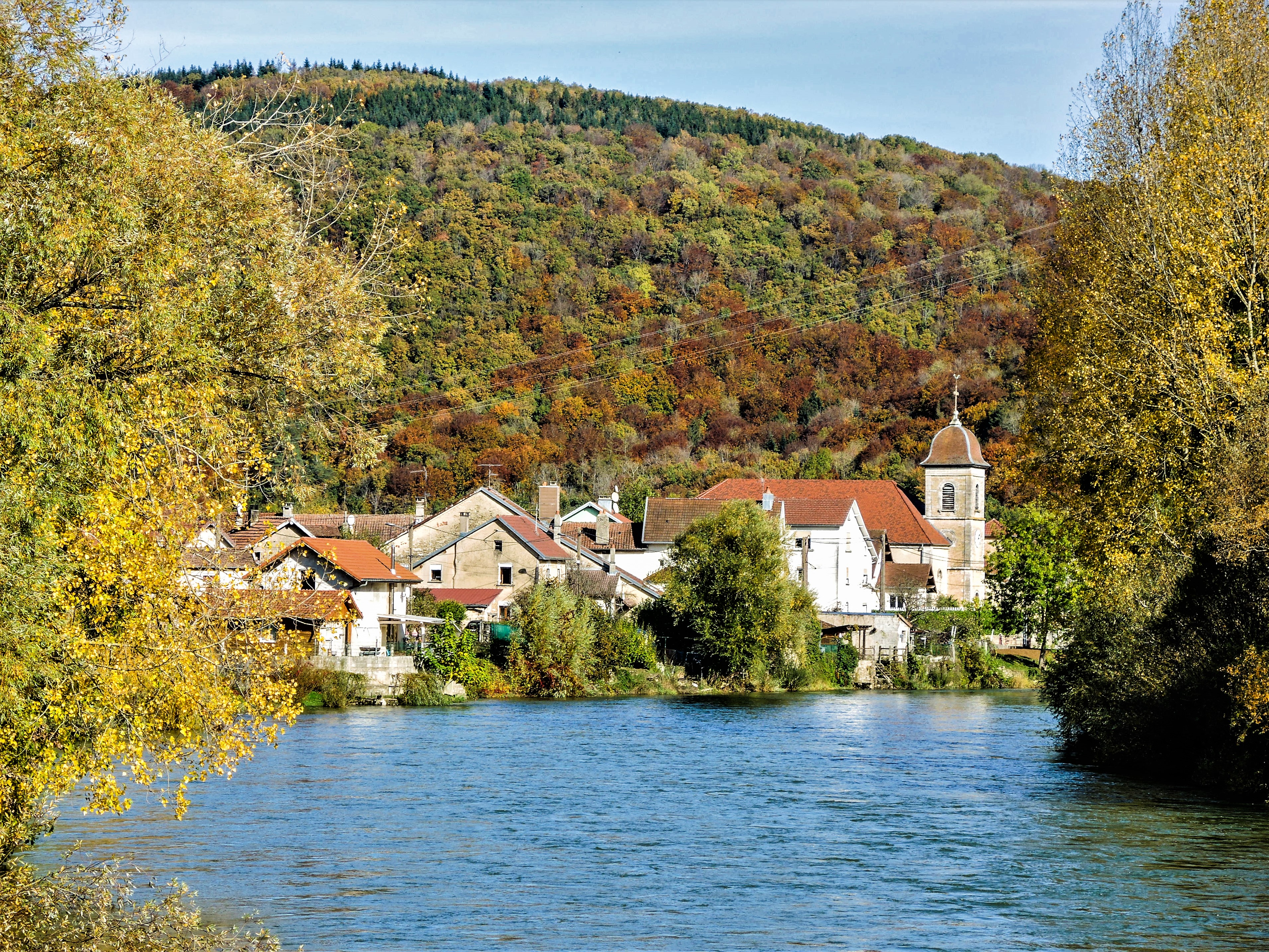
Centre de Bourguignon, vu du pont sur le Doubs.

Bourguignon est un village périurbain de la vallée du Doubs situé entre les collines boisées de Chassagne et de Warembourg, à une dizaine de kilomètres au sud de Montbéliard, à 63 km au nord-ouest de Besançon et à la même distance àl'ouest de Bâle, à douze kilomètres à l'ouest de la frontière franco-suisse.
Il est desservi par l'ex-route nationale 437 (actuelle RD 437).

### Hydrographie
Bourguignon est traversée par le Doubs, un sous-affluent du Rhône par la Saône.

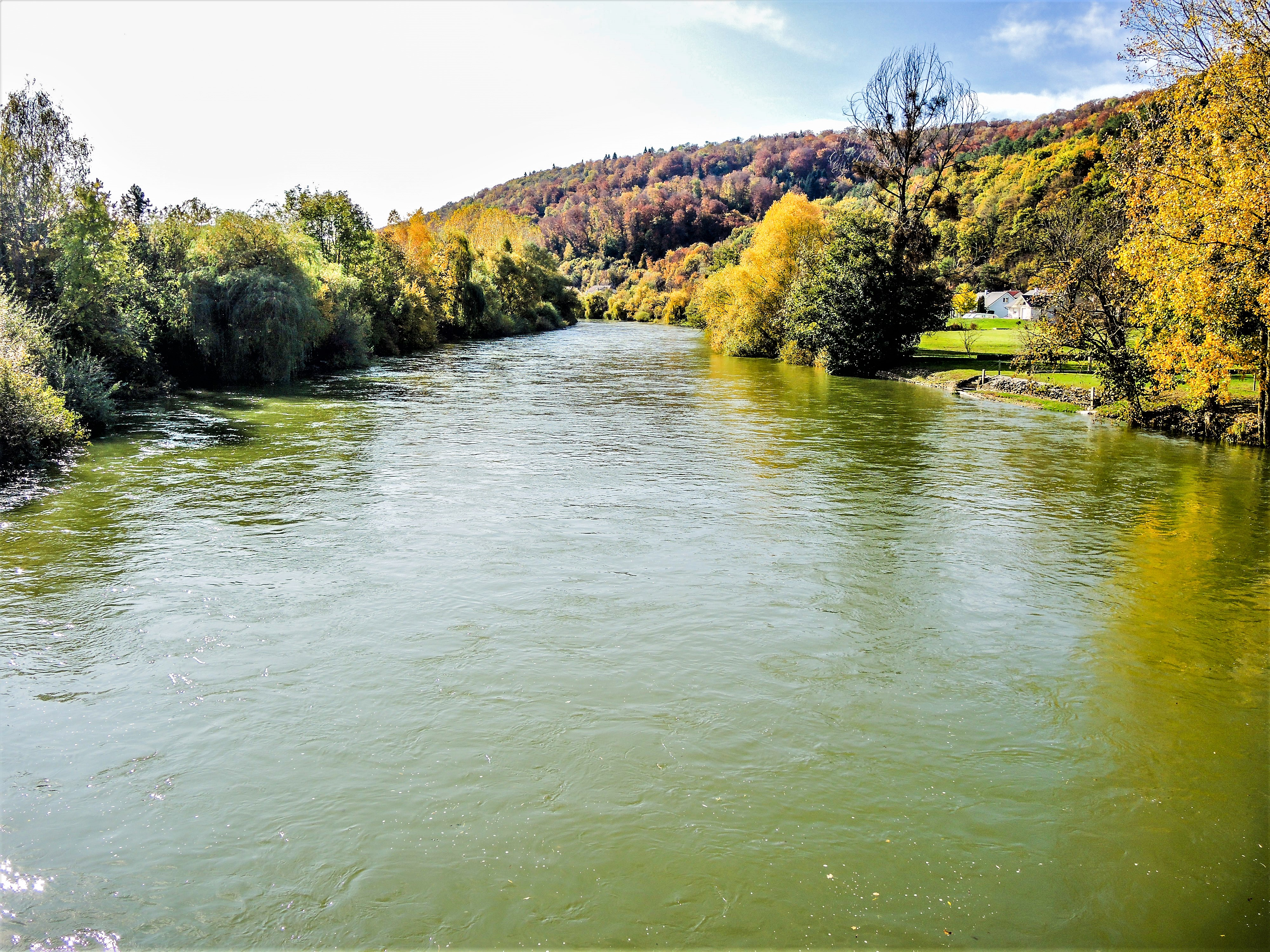
Le Doubs, en amont du pont de Bourguignon
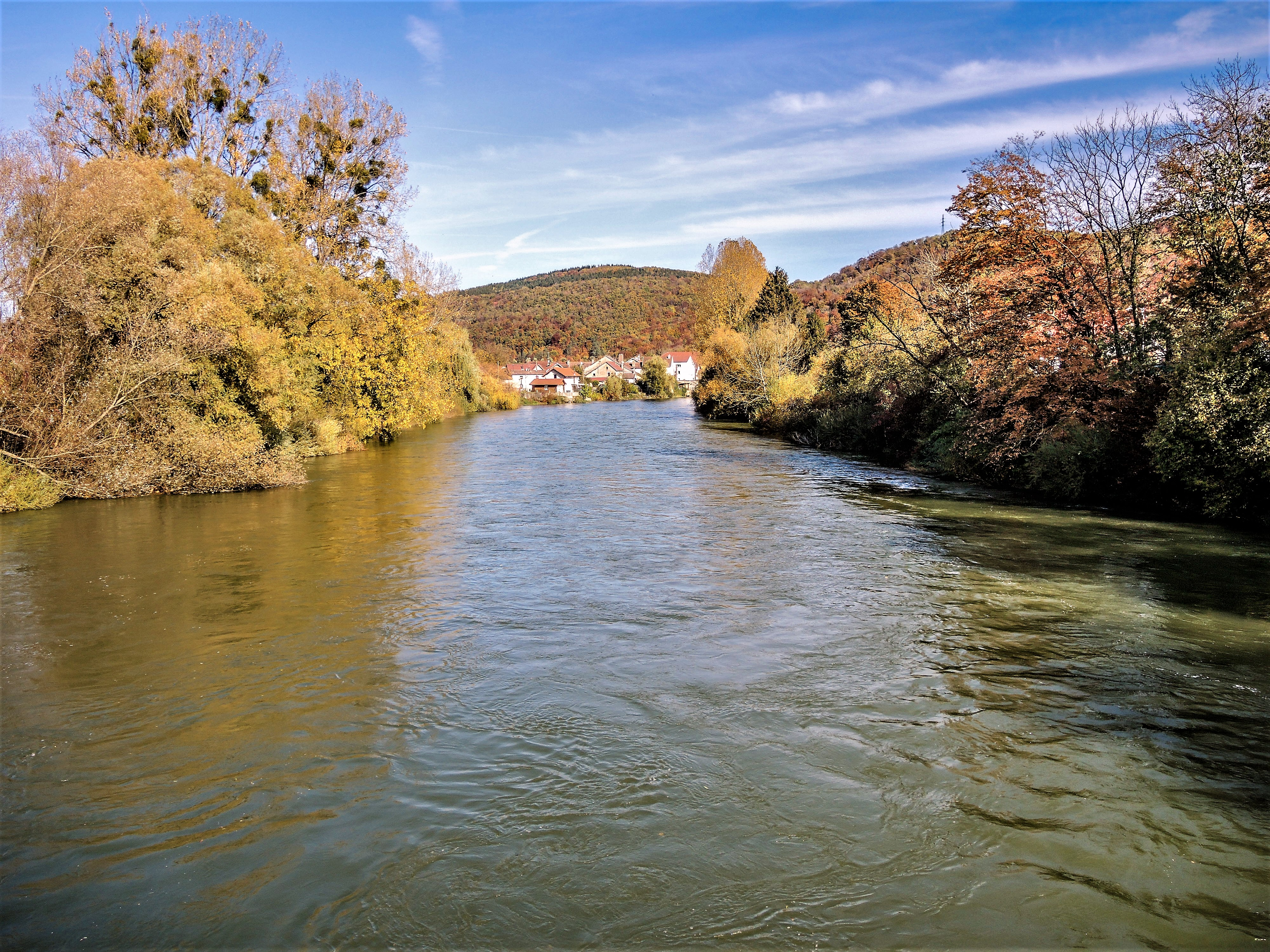
Le Doubs, en aval du pont de Bourguignon

### Climat
Pour des articles plus généraux, voir Climat de la Bourgogne-Franche-Comté et Climat du Doubs.
En 2010, le climat de la commune est de type climat de montagne, selon une étude du Centre national de la recherche scientifique s'appuyant sur une série de données couvrant la période 1971-2000. En 2020, Météo-France publie une typologie des climats de la France métropolitaine dans laquelle la commune est dans une zone de transition entre le climat semi-continental et le climat de montagne et est dans la région climatique  Jura, caractérisée par une forte pluviométrie en toutes saisons (1 000 à 1 500 mm/an), des hivers rigoureux et un ensoleillement médiocre. 
Pour la période 1971-2000, la température annuelle moyenne est de 10 °C, avec une amplitude thermique annuelle de 17,3 °C. Le cumul annuel moyen de précipitations est de 1 441 mm, avec 12,9 jours de précipitations en janvier et 10,5 jours en juillet. Pour la période 1991-2020, la température moyenne annuelle observée sur la station météorologique de Météo-France la plus proche, « Medière », sur la commune de Médière à 14 km à vol d'oiseau, est de 11,5 °C et le cumul annuel moyen de précipitations est de 1 105,2 mm. 
La température maximale relevée sur cette station est de 40,2 °C, atteinte le 24 juillet 2019 ; la température minimale est de −17 °C, atteinte le 5 février 2012,,. 
Les paramètres climatiques de la commune ont été estimés pour le milieu du siècle (2041-2070) selon différents scénarios d'émission de gaz à effet de serre à partir des nouvelles projections climatiques de référence DRIAS-2020. Ils sont consultables sur un site dédié publié par Météo-France en novembre 2022.

## Urbanisme

### Typologie
Au 1er janvier 2024, Bourguignon est catégorisée commune rurale à habitat dispersé, selon la nouvelle grille communale de densité à 7 niveaux définie par l'Insee en 2022.
Elle appartient à l'unité urbaine de Pont-de-Roide-Vermondans, une agglomération intra-départementale dont elle est une commune de la banlieue,. Par ailleurs la commune fait partie de l'aire d'attraction de Montbéliard, dont elle est une commune de la couronne,. Cette aire, qui regroupe 137 communes, est catégorisée dans les aires de 50 000 à moins de 200 000 habitants,.

### Occupation des sols
L'occupation des sols de la commune, telle qu'elle ressort de la base de données européenne d’occupation biophysique des sols Corine Land Cover (CLC), est marquée par l'importance des forêts et milieux semi-naturels (52,7 % en 2018), une proportion identique à celle de 1990 (52,7 %). La répartition détaillée en 2018 est la suivante : 
forêts (52,7 %), zones urbanisées (15,9 %), zones agricoles hétérogènes (14,3 %), terres arables (13,6 %), eaux continentales (3,5 %). L'évolution de l’occupation des sols de la commune et de ses infrastructures peut être observée sur les différentes représentations cartographiques du territoire : la carte de Cassini (XVIIIe siècle), la carte d'état-major (1820-1866) et les cartes ou photos aériennes de l'IGN pour la période actuelle (1950 à aujourd'hui).

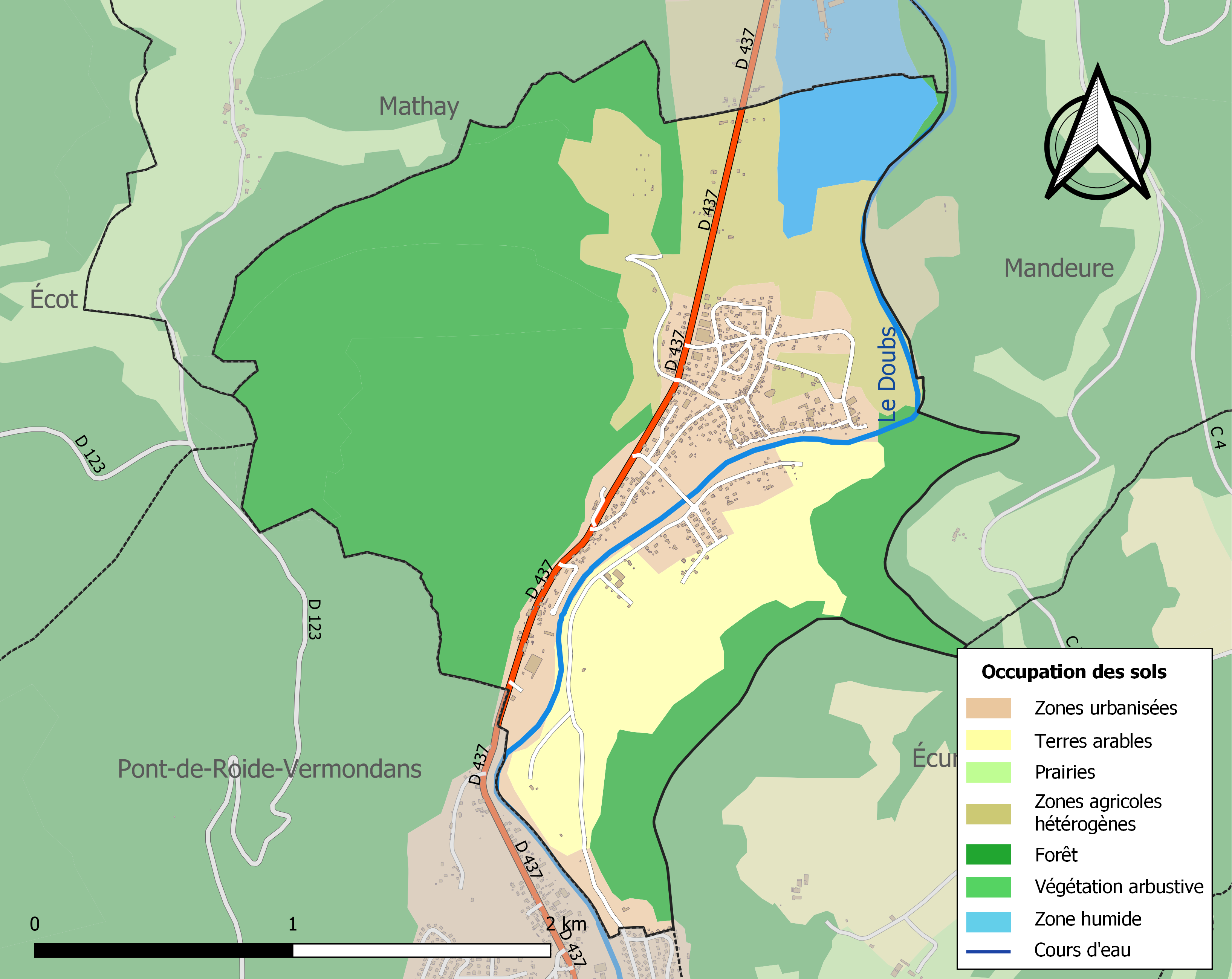
Carte des infrastructures et de l'occupation des sols de la commune en 2018 (CLC).

## Toponymie
Bourgoingnuns en 1298 ; Bourgoignons au XIVe siècle ; Bourguignon depuis 1629.

## Histoire

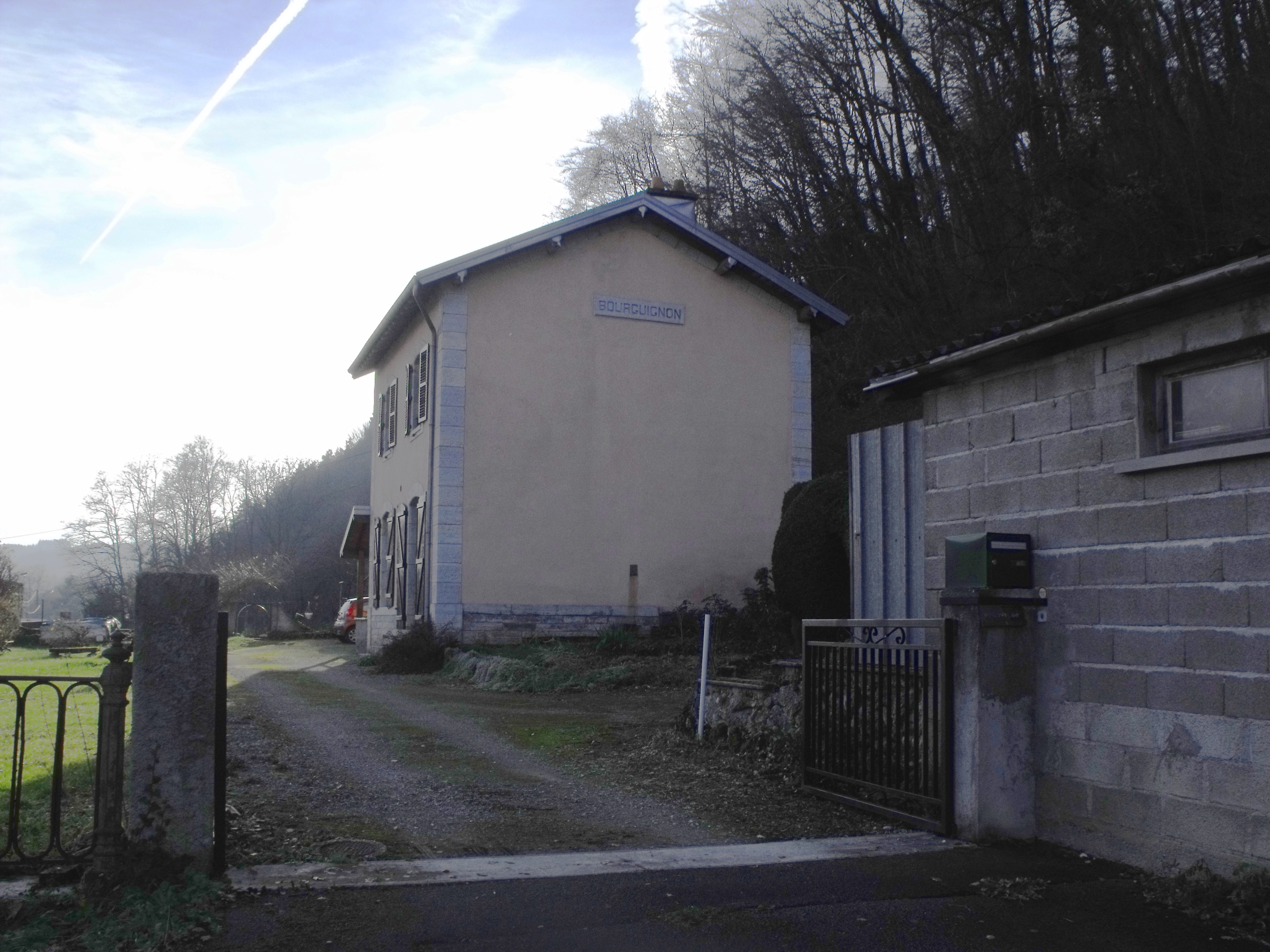
L'ancienne gare en 2013.

La commune a disposé d'une gare sur la ligne de Voujeaucourt à Saint-Hippolyte, également connue sous le nom de « chemin de fer de Montbéliard à Saint-Hippolyte », qui a transporté les voyageurs de 1886 à 1938, bien que des dessertes ont néanmoins eu lieu pendant la seconde Guerre mondiale.

## Politique et administration

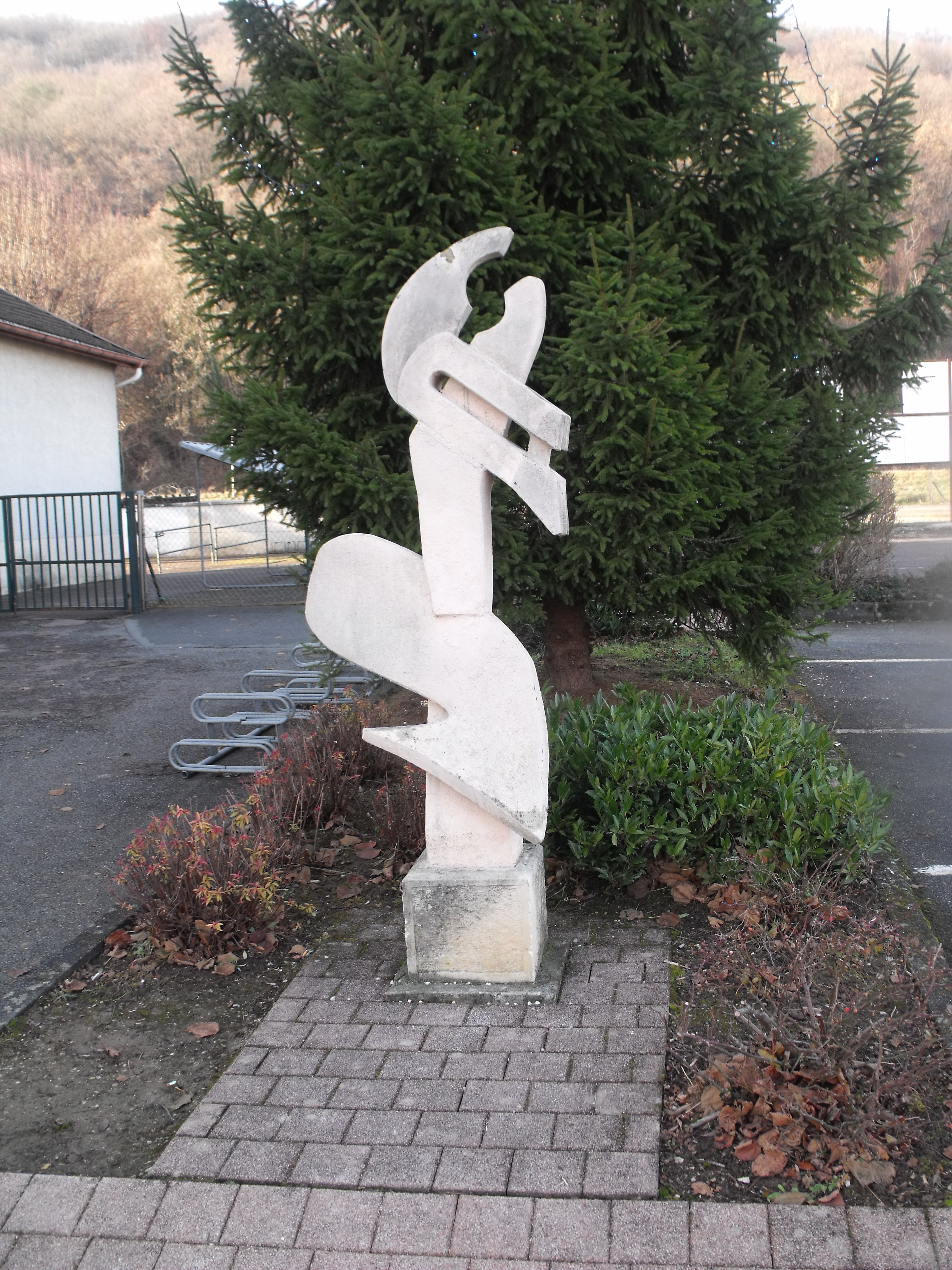
Statue devant la mairie.

| Période                                  | Période                       | Identité         | Étiquette | Qualité |
| ---------------------------------------- | ----------------------------- | ---------------- | --------- | --- |
| Les données manquantes sont à compléter. |                               |                  |           | |
| 1937                                     | 1945                          | Léon Hozenat     | SFIO      | |
| 1995                                     |                               | Alain Pegeot     |           | |
| mars 2001                                | En cours (au 11 juillet 2020) | Jean-Louis Noris | DVD       | Agent technique Vice-président de la CA Pays de Montbéliard Agglomération (2020 → ) Réélu pour le mandat 2020-2026 |

## Démographie
L'évolution du nombre d'habitants est connue à travers les recensements de la population effectués dans la commune depuis 1793. Pour les communes de moins de 10 000 habitants, une enquête de recensement portant sur toute la population est réalisée tous les cinq ans, les populations de référence des années intermédiaires étant quant à elles estimées par interpolation ou extrapolation. Pour la commune, le premier recensement exhaustif entrant dans le cadre du nouveau dispositif a été réalisé en 2007.

En 2022, la commune comptait 880 habitants, en évolution de −5,38 % par rapport à 2016 (Doubs : +1,88 %, France hors Mayotte : +2,11 %).
| 1793 | 1800 | 1806 | 1821 | 1831 | 1836 | 1841 | 1846 | 1851 |
| ---- | ---- | ---- | ---- | ---- | ---- | ---- | ---- | ---- |
| 315  | 334  | 343  | 435  | 429  | 494  | 498  | 472  | 628  |

| 1856 | 1861 | 1866 | 1872 | 1876 | 1881 | 1886 | 1891 | 1896 |
| ---- | ---- | ---- | ---- | ---- | ---- | ---- | ---- | ---- |
| 593  | 662  | 643  | 642  | 669  | 779  | 777  | 748  | 653  |

| 1901 | 1906 | 1911 | 1921 | 1926 | 1931 | 1936 | 1946 | 1954 |
| ---- | ---- | ---- | ---- | ---- | ---- | ---- | ---- | ---- |
| 620  | 509  | 411  | 502  | 585  | 638  | 551  | 512  | 626  |

| 1962 | 1968 | 1975 | 1982 | 1990 | 1999 | 2006 | 2007 | 2012 |
| ---- | ---- | ---- | ---- | ---- | ---- | ---- | ---- | ---- |
| 685  | 653  | 770  | 754  | 824  | 903  | 934  | 938  | 959  |

| 2017 | 2022 | - | - | - | - | - | - | - |
| ---- | ---- | - | - | - | - | - | - | - |
| 914  | 880  | - | - | - | - | - | - | - |

## Culture locale et patrimoine

### Lieux et monuments
- L'église Sainte-Anne, construite en 1836 et de style corinthien.
- Bâtiments anciens, dont certains disposent de linteaux gravés

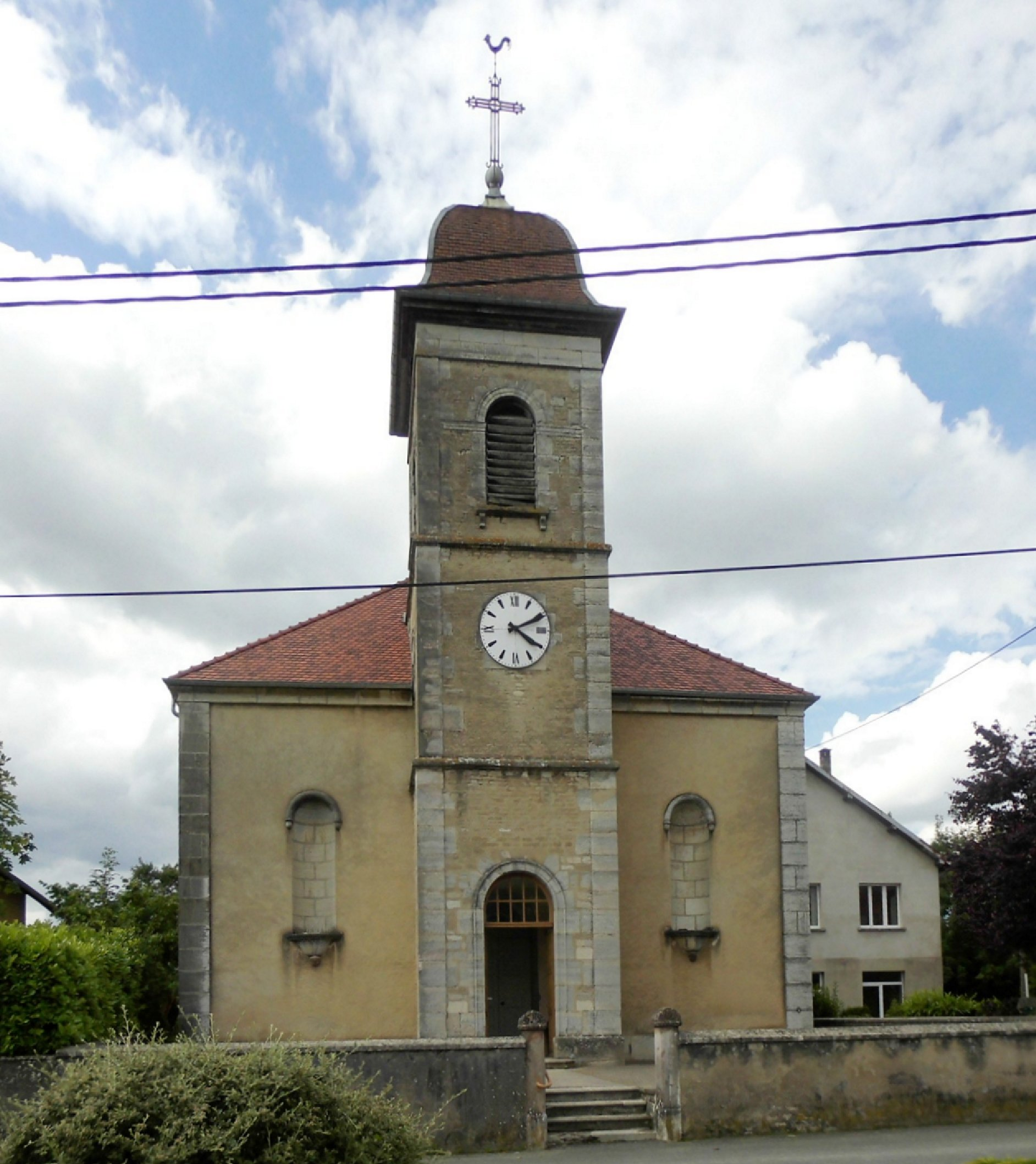
L'église Sainte-Anne
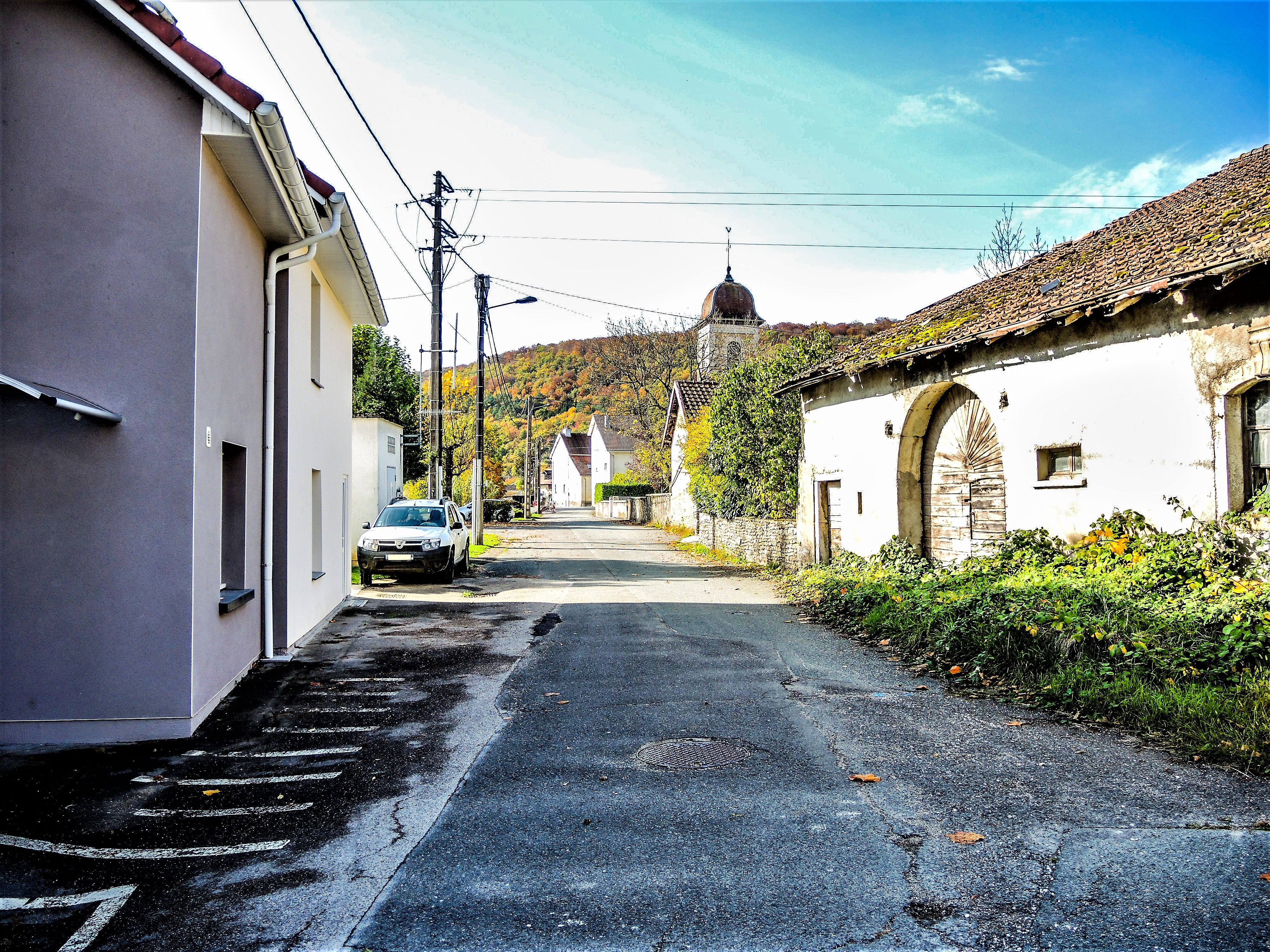
La rue de l'église
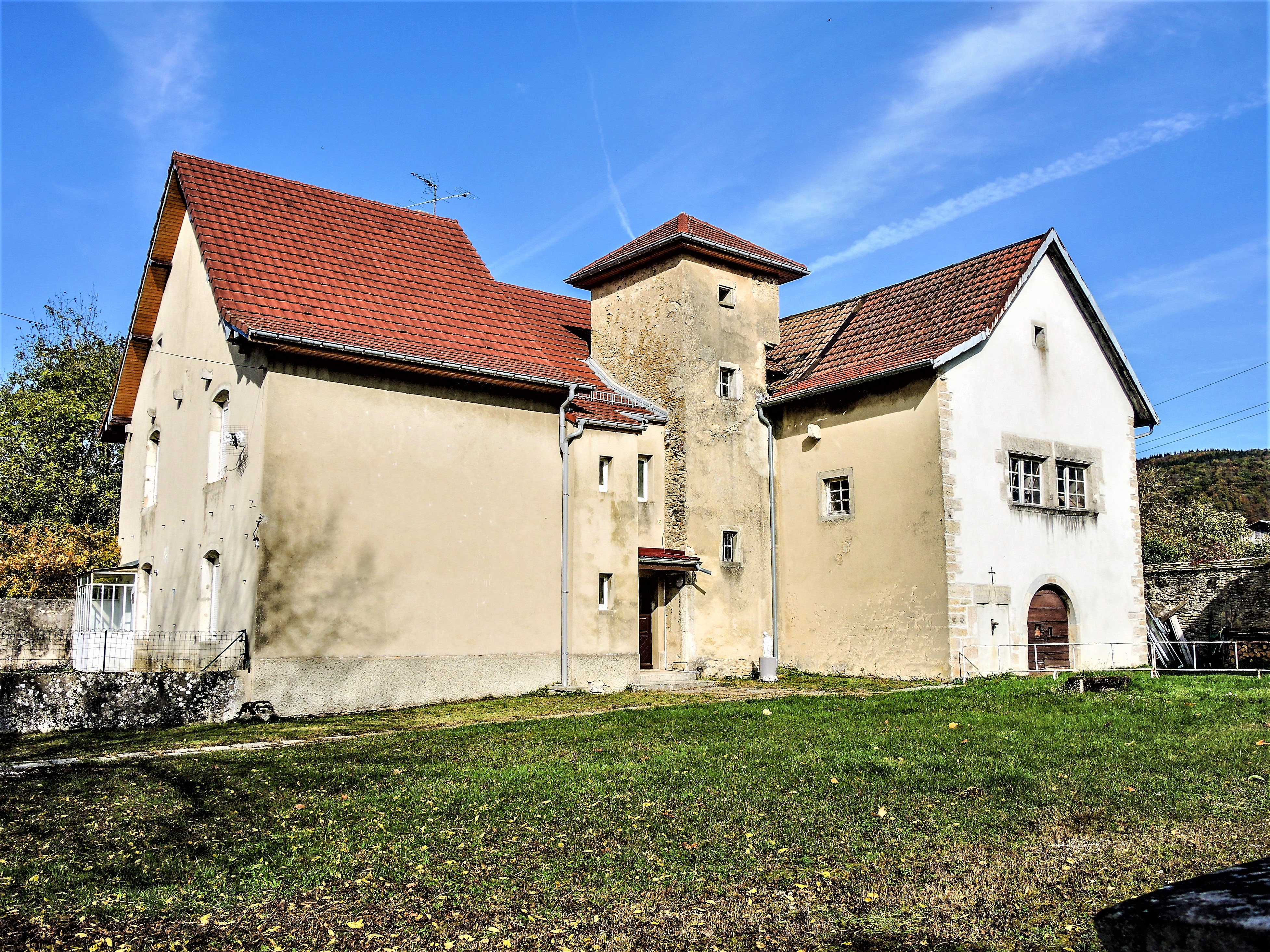
Maison à tourelle
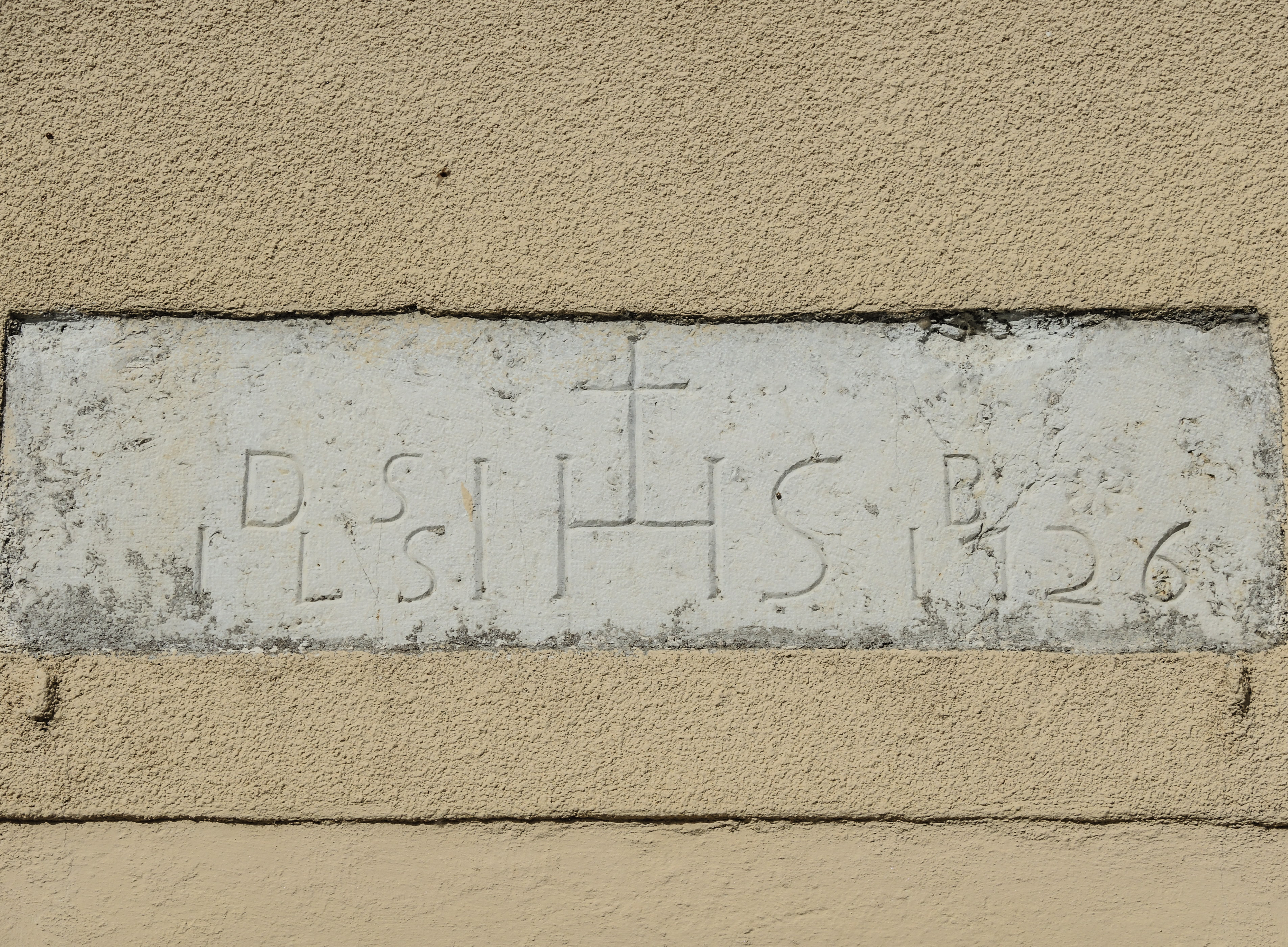
Linteau daté de 1726
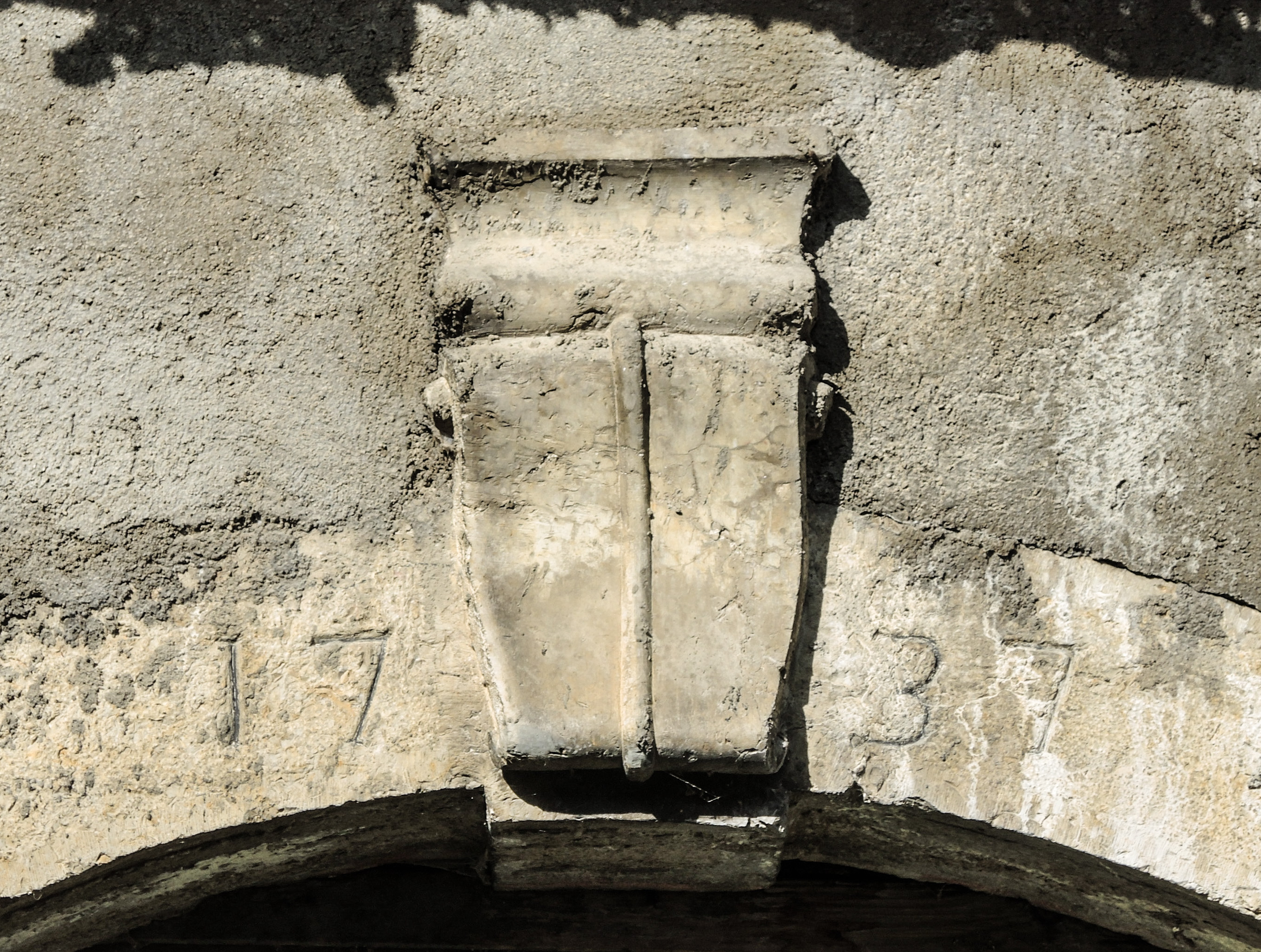
Linteau daté de 1737
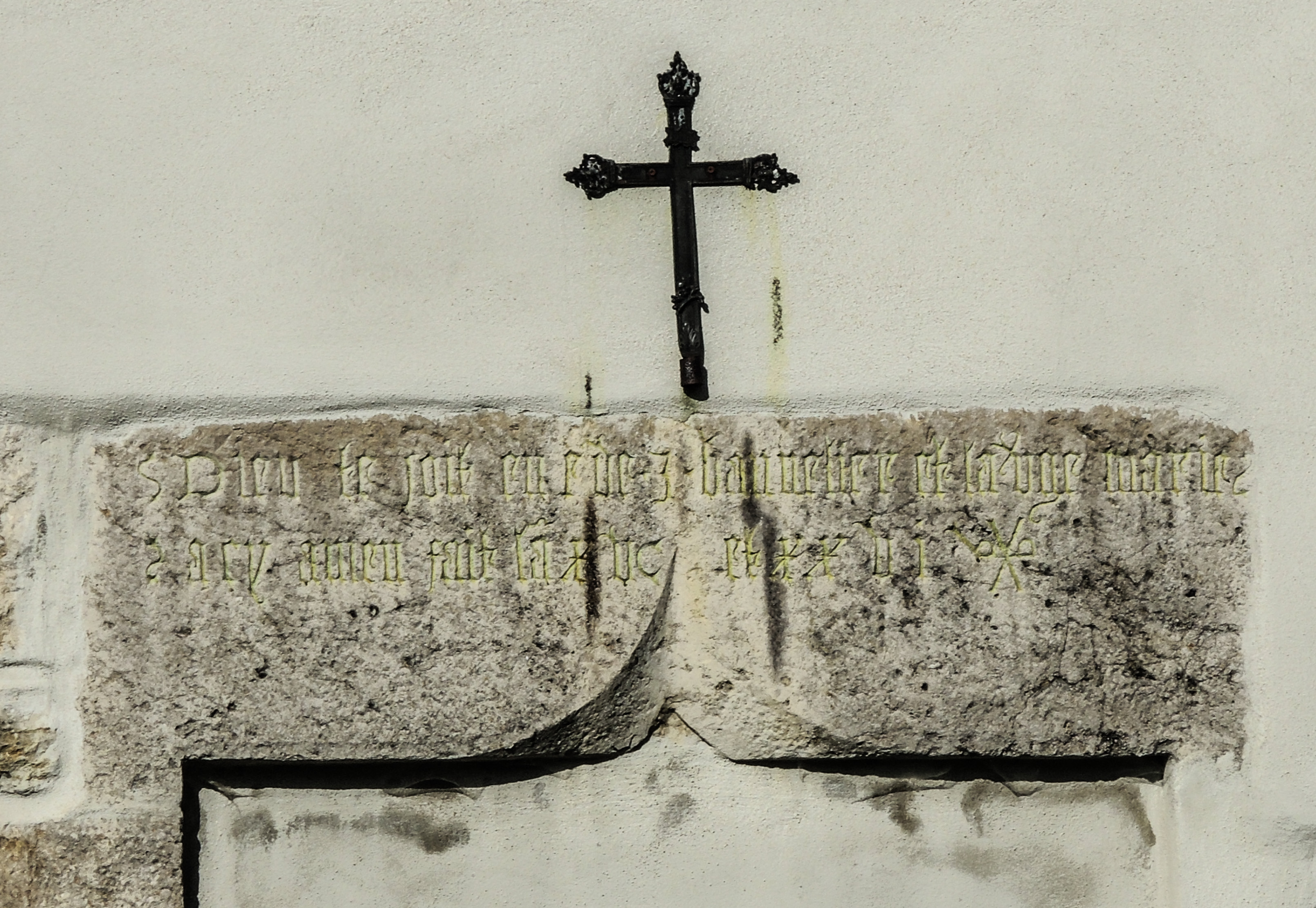
Linteau portant une inscription

### Personnalités liées à la commune
- Charles Wachter (1874-1910), pionnier de l'aviation né à Bourguignon.